# Latah megye
Latah megye az Amerikai Egyesült Államokban, azon belül Idaho államban található. Megyeszékhelye és legnagyobb városa Moscow. Lakosainak száma 39 517 fő (2020. április 1.). Latah megye Benewah, Nez Perce, Shoshone, Clearwater és Whitman megyékkel határos.

## Népesség
A megye népességének változása:
| Lakosok száma | 37 278 | 37 830 | 38 055 | 38 078 | 38 778 | 39 517 |
|               | 2010   | 2011   | 2012   | 2013   | 2015   | 2020   |